# Fatima Whitbread
Fatima Whitbread MBE (nascida: Vedad) (Londres, 3 de março de 1961) é uma ex-atleta britânica, campeã  mundial e ex-recordista mundial do lançamento de dardo.

## Carreira
Nascida de uma mãe biológica sem recursos como Fatima Vedad, abandonada ao nascer e vivendo em orfanatos até os 14 anos, foi adotada na adolescência por Margareth Whitbread, de quem herdou o sobrenome, uma ex-atleta e ténica do lançamento de dardo, que passou a treiná-la no esporte. Sobre a mãe adotiva, ela declarou numa entrevista em 2003: "tive uma infância de pesadelo e foi apenas pelo meu amor ao esporte que pude sobreviver a ela e encontrar minha mãe de verdade".
Aos 16 anos, após vencer o campenato escolar inglês de atletismo, para estudantes entre 12-16 anos, representou a Grã-Bretanha nos Jogos da Commonwealth de 1978, ficando em sexto lugar. No ano seguinte venceu o Campeonato Europeu Júnior de Atletismo e em 1982 conquistou a medalha de bronze da prova nos Jogos da Commonwealth de 1982, em Brisbane, Austrália.
Depois de uma medalha de prata no inaugural Campeonato Mundial de Atletismo de 1983, em Helsinque, Finlândia, competiu em Los Angeles 1984 onde ficou com a medalha de bronze. Sua maior adversária dentro do Reino Unido, Tessa Sanderson, foi a campeã olímpica.  Em 1986, durante a etapa de classificação para a final do lançamento de dardo do Campeonato Europeu de Atletismo em Stuttgart, Alemanha, ela quebrou o recorde mundial da prova com a marca de 77,44 m. Na final, foi campeã derrotando a grande rival alemã-oriental Petra Felke. No ano seguinte ganhou a medalha de ouro no Campeonato Mundial de Atletismo de 1987 em Roma, a maior conquista da carreira, com um lançamento quase cinco metros acima da segunda colocada, Felke, e recorde do campeonato mundial.
Em Seul 1988, conquistou a medalha de prata, atrás de Felke. Uma contusão persistente no ombro fez com que encerrasse a carreira dois anos depois, em 1990. Três anos antes, em 1987, foi nomeada como Membro da Ordem do Império Britânico pela rainha Elizabeth II.

## Vida posterior
Após a carreira, ela se tornou uma personagem constante na televisão britânica, participando de diversos programas esportivos e de variedade e mesmo de reality-shows famosos no país como I'm a Celebrity...Get Me Out of Here!.